# Yoshiteru Yamashita
Yoshiteru Yamashita (Fukuoka, Prefectura de Fukuoka, Japó, 21 de novembre de 1977) és un exfutbolista japonès.

## Selecció japonesa
Yoshiteru Yamashita va disputar 3 partits amb la selecció japonesa.